# Leo Awards
Les Leo Awards sont une récompense remise pour les productions de cinéma et de télévisions produits en Colombie-Britannique au Canada. Les prix sont décernés depuis 1999 par la Motion Picture Arts and Sciences Foundation of British Columbia. Depuis sa création, les différentes cérémonies ont récompensé des séries tournées dans cette province telles que Sanctuary, Stargate ou Smallville .

## Catégories de récompense

### Catégories principales
Il existe 12 catégories principales :
- Best Feature Length Drama
- Best Dramatic Series
- Best Short Drama
- Best Information or Lifestyle Series
- Best Talk Series
- Best Music, Comedy, or Variety Program or Series
- Best Animation Program or Series
- Best Student Production
- Best Youth or Children's Program or Series
- Best Music Video
- Best Web Series
- Best Documentary Program or Series :
  - Feature Length Documentary - minimum running time of 60 minutes
  - Short Documentary - maximum running time of 59 minutes
  - Documentary Series

### Autres catégories
- Meilleure coordination de cascades dans un long métrage dramatique (Best Stunt Coordination in a Feature Length Drama)

## Palmarès 2010

### Meilleure coordination de cascades dans un long métrage dramatique
- La Nuit au musée 2 (Night at the Museum: Battle of the Smithsonian) – J.J. Makaro

## Palmarès 2019

### Meilleure photographie
- Bienvenue à Marwen (Welcome to Marwen) – C. Kim Miles

### Meilleur son
- Bienvenue à Marwen (Welcome to Marwen) – Chris Duesterdiek